# Brian Kinney
Brian Kinney (interpretat per l'actor Gale Harold) és un dels personatges principals de la sèrie estatunidenca Queer as Folk, tal volta el més important. Encara que puga considerar-se que el seu millor amic, Michael Novotny, és el protagonista (Michael narra tant el primer episodi com el darrer), Brian és, definitivament, l'heroi. Per això, als altres personatges de la sèrie els afecten les seues accions, especialment al seu amant més fidel, Justin Taylor.

## Desenvolupament del personatge
A través de la sèrie, Brian és mostra com sexualment promiscu i normalment se'l pot trobar a la cambra fosca del conegut pub gai Babylon. Envellir és la seua major por i també ser un pare de merda, segons les seues pròpies paraules, per al seu fill Gus. En el primer episodi, du a Justin a sa casa i el desvirga. En eixe mateix episodi, té un fill, Gus, amb la seua amiga lesbiana Lindsay Peterson i la seua parella Melanie Marcus. Durant la primera temporada de la sèrie, la seua relació amb Justin no és clara. Brian odia la idea de tindre una parella estable però trenca amb les seues pròpies regles per Justin, mantenint sexe diferents voltes al dia.
Després que a Justin el colpejaren amb un bat de beisbol al cap, després del seu ball de graduació, Brian es va traumatitzar, no podent suportar la idea de vore a Justin. Així i tot, durant la segona temporada ajudà que Justin es recuperara tant físicament com mentalment. Per a controlar la promiscuïtat de Brian, Justin li imposa unes regles, regles que ell mateix acabaria per trencar quan va començar a eixir amb el violinista Ethan. A Brian li afecta la ruptura amb Justin, però no vol admetre-ho.
Durant la tercera temporada, l'èxit de Brian com a publicista s'oposa a les seues creences quan li demanen que dirigisca la campanya publicitària d'un alcalde conservador i anti-gai. Encara que al principi ajudà a l'alcalde a ser més popular, finalment, i amb l'ajuda de Justin, boicoteja la campanya, utilitzant els seus diners per a crear i emetre anuncis difamatoris. És per açò que Brian perd el seu treball. De totes maneres, en la quarta temporada, funda la seua pròpia empresa, Kinnetik. A més a més, ha de lluitar contra un càncer testicular, tasca especialment dura degut al seu narcisisme. Després de guanyar-li la batalla al càncer i competir a pesar del seu estat en una carrera ciclista de Toronto a Pittsburgh, Brian es replanteja com vol seguir vivint la seua vida. Decideix, aleshores, tenir un paper més actiu en la vida del seu fill i demanar-li a Justin que tornara a viure amb ell.
En la quinta temporada, Justin torna a trencar amb Brian, frustrat al vore que aquest és incapaç de comprometre's. Després que explotara una bomba en Babylon, local que Brian comprà en aquesta temporada, Brian admet per fi el seu amor per Justin i es reconcilia amb el seu millor amic Michael, al que havia acusat d'influir en la ruptura. Brian li demana matrimoni a Justin, però al rebre aquest darrer una oferta per a anar-se'n a treballar com artista a Nova York, Brian es nega que la seua parella perda eixa oportunitat per casar-se amb ell. Ambdós passen una darrera nit junts, prometent que se seguiran estimant a pesar de la distància. La sèrie acaba amb Michael i Brian ballant sobre les runes de Babylon, local que posteriorment es reconstrueix.
Tot i la naturalesa aparentment despreocupada i amoral de Brian, és una mostra que volia els seus amics i que era capaç de fer grans sacrificis per ells, encara que per orgull no ho vulga admetre. Planeja a última hora una boda a Lindsay i Melanie, després que els plans d'aquestes fracassaren, i cedeix els seus drets com a pare a Melanie perquè pogués tornar amb Lindsay en la primera temporada. Aparenta fer-li una mala passada seu millor amic perquè aquest tornara amb el seu nuvi, i ajuda a Justin a recuperar-se del seu traumatisme cranial després de rebre aquest un colp en el seu ball de graduació, ball al que Brian acudeix només per a complaure a la seua parella. Quasi s'arruïna i perd el seu treball per fastiguejar la campanya publicitària d'un candidat a alcalde anti-gai, Jim Stockwell, i va estar a punt de vendre el seu loft i el seu local per amor a Justin en els darrers episodis.

## Brian i la comunitat LGBT
Sexualment irresistible, atractiu i amb un gran èxit professional, Brian ha estat un personatge controvertit a la comunitat LGBT. Alguns pensen que representa pobrament al col·lectiu, ja que és promiscu i incapaç de madurar, estereotips negatius que afecten a tota la comunitat. Altres consideren que Brian és el personatge amb més moral de tota la sèrie, i que és un dels rols més comprometedors de la televisió actual.
La popularitat de Brian fou tal que la famosa polsera de Brian -feta de cuir amb xicotetes petxines incrustades, i que, al dur-la aquest en tots els episodis, s'identificà amb el personatge- va arribar a ser un símbol de la comunitat gai.